# J-D06
J-D06"graphica"（ジェイ ディー ゼロロク グラフィカ）は、三菱電機が開発した、J-フォンによる第二世代携帯電話端末製品。

## 概要
"graphica"というサブネームがあることから分かるように、非常に個性的なデザインとカラーが特徴。いわゆる「デザインケータイ」の先駆だった。2インチを超える液晶やカメラ付き端末が普及しつつあった2002年当時、携帯電話は折りたたみ型が独占しており、ストレート型は風前の灯状態だった。この端末は「ストレート型はデザインで勝負」という新たなコンセプトを切り開き、その後のストレート型端末（特にauのINFOBAR(A5307ST) ）に影響を与えた。

## 歴史
- 2002年7月20日: 発売